# Valmy

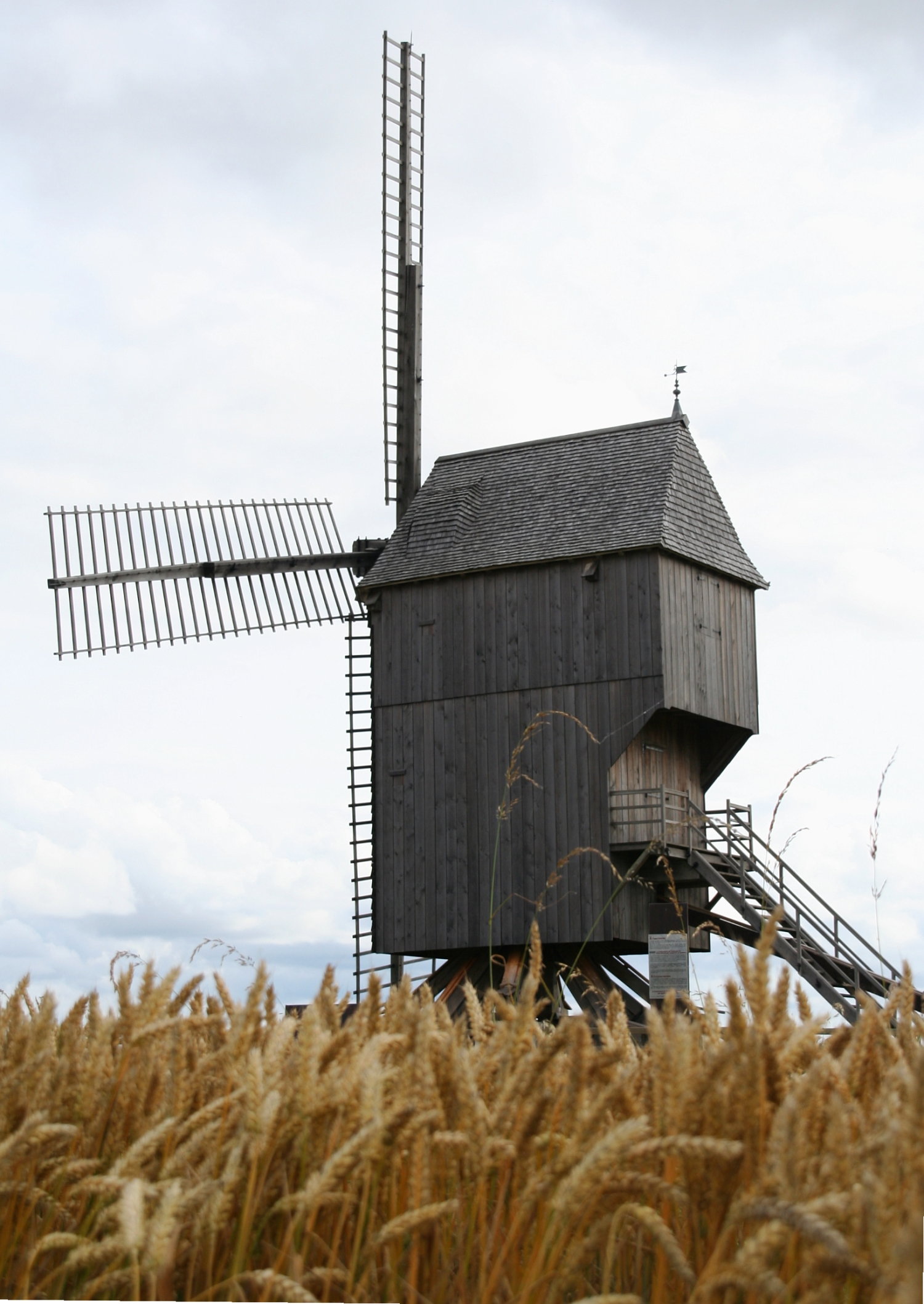
Molino de Valmy.

 Valmy  es una comuna y población de Francia, en la región de Champaña-Ardenas, departamento de Marne, en el distrito y cantón de Sainte-Menehould.
Su población en el censo de 1999 era de 284 habitantes.
Está integrada en la Communauté de communes de la Région de Sainte-Menehould.

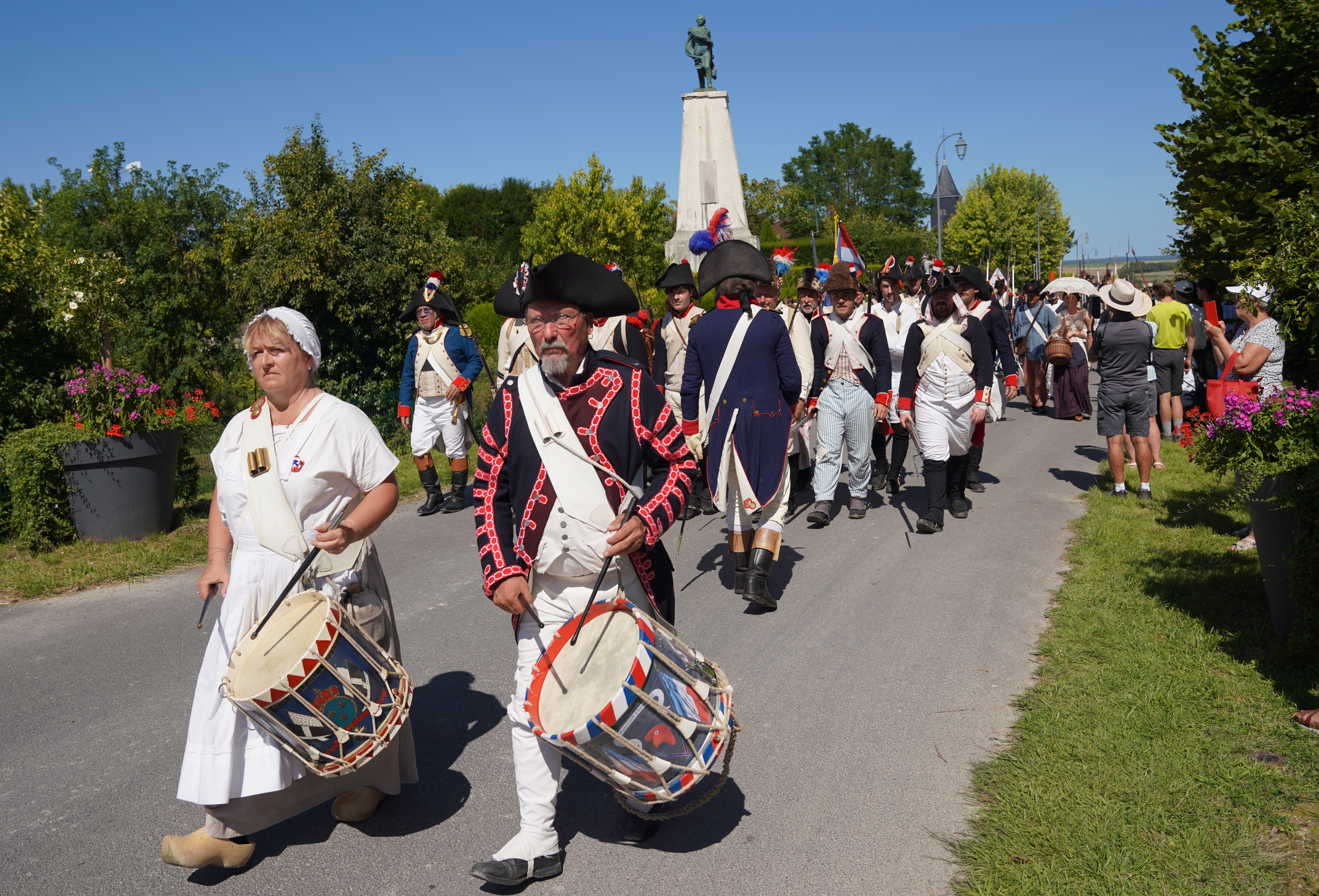
Recreación de la batalla en 2023. estatua de Francisco de Miranda.

En esta comuna tuvo lugar la Batalla de Valmy el 20 de septiembre de 1792, durante las Guerras Revolucionarias Francesas.